# Hunger (canção de Florence and the Machine)
"Hunger" é uma canção da banda inglesa de indie rock Florence and the Machine, do seu quarto álbum de estúdio, High as Hope (2018). Foi escrito por Florence Welch , Emile Haynie, Thomas Bartlett e Tobias Jesso Jr., e produzido por Welch e Haynie. A canção foi lançada em 3 de maio de 2018 como o segundo single do álbum. A música impactou as rádios contemporâneas adultas dos EUA em 18 de junho de 2018. A música tornou-se o quinto número um da banda na parada Billboard Adult Alternative Songs em junho de 2018.

## Antecedentes
Hunger era originalmente um poema escrito por Welch que confessou seu distúrbio alimentar aos 17 anos. Eventualmente, cresceu em uma música e foi usado para High as Hope. Ela então amarrou o significado literal da canção à natureza do desejo, ansiar constantemente por mais e mais.

## Recepção critica
Ryan Reed, da Rolling Stone, escreveu que toda a cantora de "Hunger" Florence Welch medita sobre a correlação entre beleza, romance e mortalidade.